# William Joseph Levada

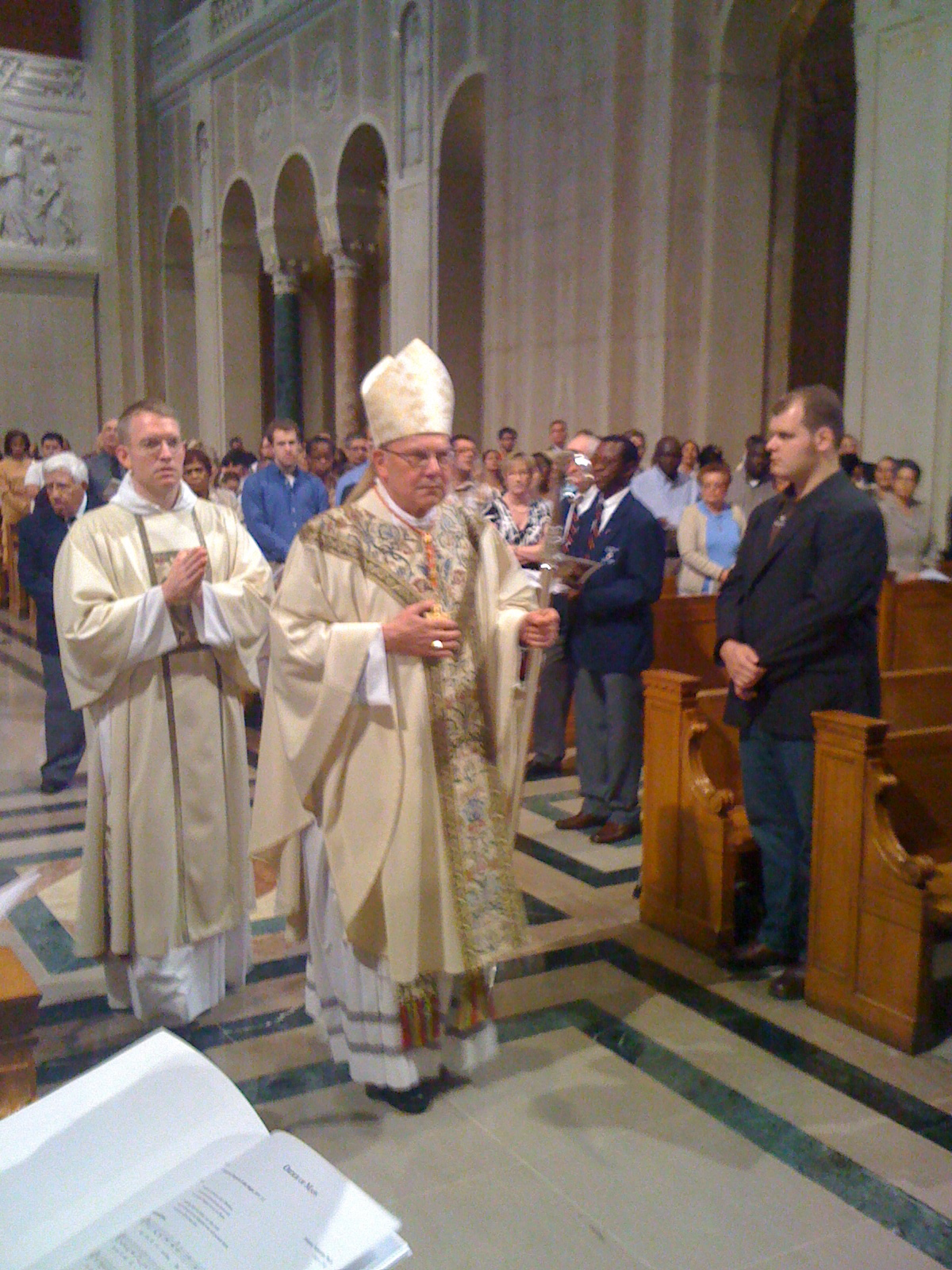
William Joseph Kardinal Levada (Mitte) bei der Weihemesse von Erzbischof Augustine Di Noia (2009)

Kardinalswappen

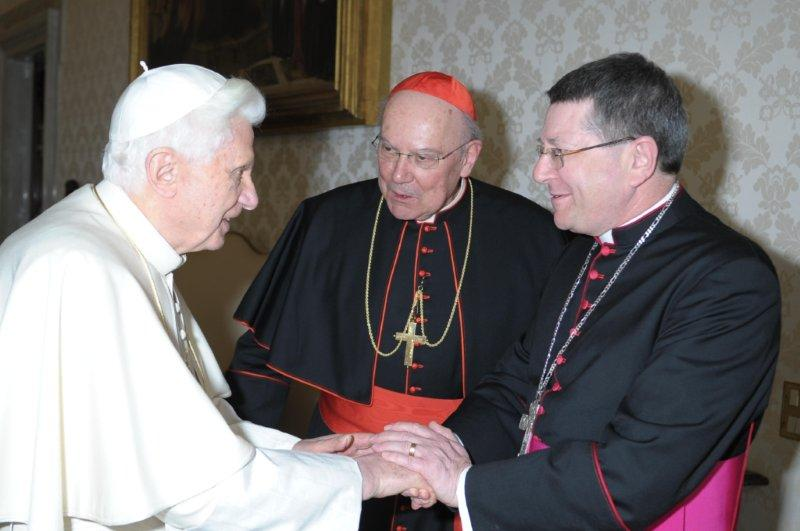
Kardinalpräfekt Levada (Mitte) mit Papst Benedikt XVI. und Monsignore Keith Newton (2011)

William Joseph Kardinal Levada [le'veida] (* 15. Juni 1936 in Long Beach, Kalifornien, USA; † 26. September 2019 in Rom) war Erzbischof von San Francisco und Kurienkardinal der römisch-katholischen Kirche. Er war von 2005 bis 2012 Präfekt der Kongregation für die Glaubenslehre.

## Leben
Die Großeltern von William Joseph Levada stammten aus Portugal und Irland. Er wuchs in Long Beach und Houston auf und studierte Philosophie und Theologie an der Päpstlichen Universität Gregoriana in Rom. Am 20. Dezember 1961 empfing Levada im Petersdom die Priesterweihe. Danach arbeitete er fünf Jahre lang in der Erzdiözese Los Angeles. Nach seiner Promotion lehrte er sechs Jahre lang Theologie an St. John’s Seminary School of Theology, ebenfalls in der Erzdiözese Los Angeles. 1976 wurde er in Rom Mitarbeiter in der Glaubenskongregation, wo er ebenfalls sechs Jahre lang blieb. Am 15. Mai 1980 verlieh ihm Papst Johannes Paul II. den Ehrentitel Kaplan Seiner Heiligkeit (Monsignore). Während seiner Tätigkeit in diesem Dikasterium lernte er auch Joseph Kardinal Ratzinger kennen, der 1981 Präfekt der Glaubenskongregation geworden war. Außerdem unterrichtete er während dieser Zeit an der Universität Gregoriana.
1982 kehrte Levada in die USA zurück, wo er bei der kalifornischen Bischofskonferenz arbeitete. Am 12. Mai 1983 wurde er von Papst Johannes Paul II. zum Titularbischof von Capreae ernannt und zum Weihbischof im Erzbistum Los Angeles bestellt. Die Bischofsweihe spendete ihm am 12. Mai 1983 der Erzbischof von Los Angeles, Timothy Kardinal Manning; Mitkonsekratoren waren die Weihbischöfe John James Ward und Juan Alfredo Arzube. Ab 1984 war er Bischofsvikar im Erzbistum Los Angeles. Am 1. Juli 1986 wurde er zum Erzbischof der Erzdiözese Portland in Oregon ernannt, wo er blieb, bis er am 17. August 1995 zum Koadjutorerzbischof in San Francisco ernannt wurde, so dass er mit dem Rücktritt des Erzbischofs dort im Oktober desselben Jahres sofort Oberhirte des Erzbistums wurde. Am 27. Dezember 1995 trat er sein Amt an. Von 1999 bis April 2000 war er gleichzeitig Apostolischer Administrator des Bistums Santa Rosa in Kalifornien.
Im Februar 1999 trafen Joseph Ratzinger und sein Sekretär Tarcisio Bertone auf ihrer Reise nach Nordamerika und Ozeanien in San Francisco mit Levada zusammen; im November 2000 wurde er von Ratzinger zum ordentlichen Mitglied der Glaubenskongregation berufen. In kirchlichen Kreisen Deutschlands wurde sein Name bekannt, als er 2004 als Mitglied der Glaubenskongregation die Suspendierung des emeritierten Theologieprofessors Gotthold Hasenhüttl vom Priesteramt bestätigte, nachdem dieser am Rande des Ökumenischen Kirchentages 2003 in der Berliner Gethsemanekirche einen Abendmahlsgottesdienst mit kirchenrechtlich untersagter Interkommunion zelebriert hatte.
Am 13. Mai 2005 ernannte der inzwischen zum Papst gewählte Benedikt XVI. Levada zum Präfekten der Kongregation sowie zum Präsidenten der Internationalen Theologenkommission und der Päpstlichen Bibelkommission. Die Ernennung des als gemäßigt konservativ geltenden Amerikaners wurde innerkirchlich als Überraschung aufgenommen. Benedikt XVI. nahm Levada im Feierlichen Konsistorium am 24. März 2006 als Kardinaldiakon mit der Titeldiakonie Santa Maria in Domnica in das Kardinalskollegium auf. Am 8. Juli 2009 ernannte ihn Papst Benedikt XVI. zudem in Nachfolge von Darío Kardinal Castrillón Hoyos zum Präsidenten der Päpstlichen Kommission Ecclesia Dei.
William Levada wurde 1983 erster Großprior der Statthalterei USA Northwestern des Ritterordens vom Heiligen Grab zu Jerusalem; 2005 wurde George Niederauer sein Nachfolger. Er ist Namensgeber und Gründer des William Levada Scholarship Fund an der Universität Bethlehem. Kardinal Levada wurde bereits 1996, damals Erzbischof von San Francisco, als Großkreuz-Konventualkaplan a. h. bei der Westlichen Assoziation der Vereinigten Staaten in den Malteserorden aufgenommen und ist seit dem 25. Mai 2006 Ehren- und Devotions-Großkreuz-Bailli. William Joseph Levada wurde zusammen mit dem Erzbischof von Bombay, Oswald Kardinal Gracias, und dem Erzbischof von São Paulo, Odilo Kardinal Scherer, von Papst Benedikt XVI. zum delegierten Präsidenten der 12. Bischofssynode (5. bis 26. Oktober 2008) ernannt.
Am 2. Juli 2012 nahm Papst Benedikt sein aus Altersgründen vorgebrachtes Rücktrittsgesuch an und bestimmte Gerhard Ludwig Müller zu seinem Nachfolger. Nach dem Rücktritt Benedikts XVI. nahm Kardinal Levada am Konklave 2013 teil.
Papst Franziskus erhob ihn am 20. Juni 2016 unter Beibehaltung seines Titelsitzes pro hac vice in den Rang eines Kardinalpriesters. Levada starb am 26. September 2019 im Alter von 83 Jahren.

## Mitgliedschaften in der römischen Kurie
William Joseph Levada war Mitglied folgender Dikasterien der römischen Kurie:
- Kongregation für die Bischöfe (seit 2005[16], bestätigt 2006[17] und 2013[18])
- Kongregation für die Selig- und Heiligsprechungsprozesse (seit 2005[19], bestätigt 2006[17])
- Kongregation für die Evangelisierung der Völker (seit 2007)[20]
- Kongregation für das Katholische Bildungswesen (seit 2007)[21]
- Kongregation für die orientalischen Kirchen (seit 2008[22], bestätigt 2014[23])
- Päpstlicher Rat für die Gesetzestexte (seit 2008)[24]
- Päpstlicher Rat zur Förderung der Einheit der Christen (seit 2005[25], bestätigt 2006[17])
- Päpstlicher Rat zur Förderung der Neuevangelisierung (seit 2011)[26]
- Päpstliche Kommission für Lateinamerika (seit 2009[27], bestätigt 2014[28])

## Kritik
Im Jahr 2003 kritisierte ein detaillierter Bericht im San Francisco Chronicle Levada wegen seines Verhaltens gegenüber Priestern, die in Portland und in San Francisco des sexuellen Missbrauchs beschuldigt worden waren.
Als Levada am 13. Mai 2005 von Papst Benedikt XVI. zum Präfekten der Kongregation für die Glaubenslehre ernannt wurde, die auch für kirchenrechtliche Verfahren bei Missbrauchsfällen zuständig ist, protestierte die Organisation Survivors Network of those Abused by Priests (SNAP) am selben Tag mit einer Pressemitteilung. Levada habe Missbrauchsfälle im Erzbistum San Francisco vertuscht, statt sie aufzuklären. Er habe dafür gesorgt, dass Priester, gegen die glaubwürdige Missbrauchsvorwürfe vorlagen, im Amt bleiben konnten, sogar während schon Schadensersatzklagen gegen sie liefen. Sein Anwalt habe mit juristischen Vereinbarungen bewirkt, dass Missbrauchsfälle nicht öffentlich wurden. Eine Woche zuvor hatte sich SNAP in einem Brief an Erzbischof Levada darüber beschwert, dass in Zivilprozessen angeklagte Priester noch nicht von ihm suspendiert worden waren.
Die kirchenkritische Gruppe Catholics for a Free Choice kritisierte im Juli 2005 Papst Benedikt XVI. nochmals wegen seiner Entscheidung, Levada zum Präfekten der Kongregation für die Glaubenslehre zu ernennen. Sie wies darauf hin, dass Levada als Erzbischof von Portland einen pädophilen Priester neun Jahre lang geschützt habe, was mit dazu beigetragen habe, dass das Erzbistum Portland später zahlungsunfähig wurde.
Im Mai 2010 schrieb die New York Times, Levada habe in seinen vorigen Ämtern als Bischof und Erzbischof bei mehreren Missbrauchsfällen nicht angemessen gehandelt, so 1985 im Fall Gilbert Gauthe und danach bis 2002 bei drei weiteren belasteten Priestern. 1997 soll Levada einen Priester, der ihn über einen Verdachtsfall informiert hatte, unter vorgeschobenen Gründen vom Dienst suspendiert haben, wogegen der suspendierte Priester mit Erfolg klagte. Levada räumte ein, er hätte früher „vieles besser machen können“. Der Umgang mit Missbrauch sei aber ein gesamtgesellschaftlicher Lernprozess, der noch andauere. Bevor er Bischof wurde, habe er noch nie etwas von Kindesmissbrauch durch Priester gehört. Er sagte: „Wir brauchten viel Zeit, um zu verstehen, welche Schäden solches Verhalten bei den Opfern, den Kindern, anrichtet.“